# پیام‌رسان ۷۸۶۱
سیارک ۷۸۶۱ (به انگلیسی: 7861 Messenger، نامگذاری:1981EK25) هفت هزار و هشتصد و شصت و یکمین سیارک کشف شده‌است که در ۲ مارس ۱۹۸۱ کشف شد.
قدر مطلق سیارک برابر ۱۶.۲ است.